# Omer Agvadish
Omer Agvadish (hebräisch עומר אגבדיש; * 30. Dezember 2000) ist ein israelischer Fußballspieler.

## Karriere
Agvadish begann seine Karriere bei 
Hapoel Katamon Jerusalem, wo er bis 2017 im Jugendbereich aktiv war. Sein Profidebüt in der Liga Leumit gab er am 25. Dezember 2019 in einem 1:0-Heimsieg gegen Hapoel Afula FC. Nach der Fusion von Hapoel Katamon mit Hapoel Jerusalem im Jahr 2020 wurde er in den Profikader des neugebildeten Vereins übernommen.